# Радзивилл, Станислав Казимир
Князь Станислав Казимир Радзивилл (пол. Stanisław Kazimierz Radziwiłł, 1648 — 8 декабря 1690) — государственный деятель Великого княжества Литовского, 5-й ординат Клецкий (1656—1690), стольник великий литовский (1670—1680), маршалок великий литовский (1680—1690).

## Биография
Представитель несвижской линии литовского магнатского рода Радзивиллов герба «Трубы». Единственный сын подчашего великого литовского Михаила Казимира Радзивилла (ум. 1656) и Изабеллы Катарины Сапеги (ум. после 1683). После смерти своего отца унаследовал Клецкую ординацию.
Учился в Несвиже и Лионе, затем путешествовал по Франции, Англии, Голландии и Италии. В 1670 году получил должность стольника великого литовского, а в 1680 году стал маршалком великим литовским.
Получил чин генерала королевской гвардии, избирался послом на сеймы в 1664—1665, 1670, 1678-1679 годах. Основал доминиканский костёл в Клецке.
Ему принадлежали имения Ишколдь, Лисица, Лахва, Чучевицы, часть Негневичей в Новогрудском повете, а также часть Налибоков в Минском повете.

## Семья
21 мая 1690 года в Варшаве женился на французской аристократке Марии Кристине де Бетюн (1677—1721), дочери французского посла маркиза Франсуа-Гастона де Бетюна (1638—1692) и Мари-Луизы де Лагранж д’Аркьен (ок. 1638—1728), племяннице польской королевы Марии Казимиры Собеской. Брак был бездетным.
В 1690 году после смерти бездетного Станислава Казимира Радзивилла Клецкая ординация перешла во владение канцлеру великому литовскому Доминику Николаю Радзивиллу (1643—1697).